# Finale Europees kampioenschap voetbal vrouwen 2017

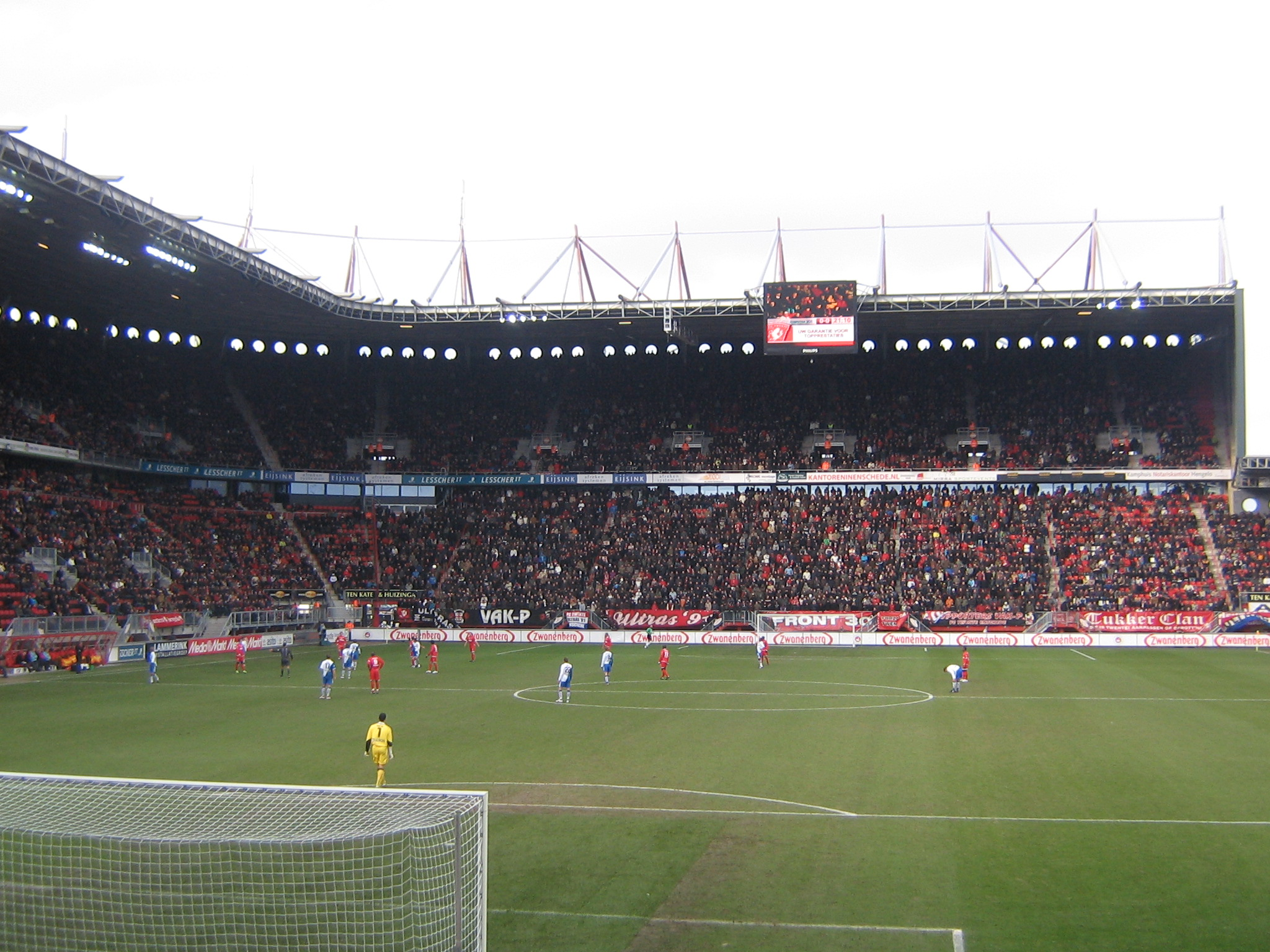
De Grolsch Veste, het stadion in Enschede, waar de finale werd gespeeld

De finale van het Europees kampioenschap voetbal vrouwen 2017 werd gespeeld op 6 augustus 2017 in De Grolsch Veste in Enschede. Nederland versloeg Denemarken met 4-2. Na afloop werd de middenvelder Sherida Spitse verkozen als speler van de wedstrijd.

## Voorgeschiedenis
Beide ploegen stonden voor het eerst in de finale, nadat Nederland Engeland met 3-0 versloeg en Denemarken na strafschoppen Oostenrijk versloeg. In de groepsfase speelden de landen ook al tegen elkaar. Toen won Nederland met 1-0 door een benutte strafschop.

## Verloop

### Wedstrijdverslag
In de zesde minuut maakte Nadia Nadim door een strafschop de 1-0 voor Denemarken. Vivianne Miedema maakte de 1-1. Later wist Lieke Martens de 2-1 voor Nederland te maken. In de 33e minuut maakte Pernille Harder weer gelijk. Uiteindelijk bracht Sherida Spitse uit een vrije trap Nederland op voorsprong. In de 89e minuut maakte Miedema nog de 4-2, haar tweede doelpunt van de wedstrijd.

### Wedstrijdgegevens
|                                                         |                                         |         |                            |                                                                                |
| zondag 6 augustus 2017 17.00 (UTC+2) «onderlinge duels» | Nederland                               | 4 – 2   | Denemarken                 | De Grolsch Veste, Enschede Toeschouwers: 28.182 Scheidsrechter: Esther Staubli |
| zondag 6 augustus 2017 17.00 (UTC+2) «onderlinge duels» | Miedema 10', 89' Martens 28' Spitse 51' | Verslag | 6' (pen.) Nadim 33' Harder | De Grolsch Veste, Enschede Toeschouwers: 28.182 Scheidsrechter: Esther Staubli |

| Nederland | Denemarken |

| Nederland:     |    |                        |     |       |
|                |    |                        |     |       |
| GK             | 1  | Sari van Veenendaal    |     |       |
| RB             | 2  | Desiree van Lunteren   |     | 57'   |
| CB             | 6  | Anouk Dekker           | 43' |       |
| CB             | 3  | Stefanie van der Gragt | 72' |       |
| LB             | 5  | Kika van Es            |     | 90+4' |
| CM             | 14 | Jackie Groenen         | 21' |       |
| CM             | 10 | Daniëlle van de Donk   |     |       |
| CM             | 8  | Sherida Spitse         |     |       |
| RF             | 7  | Shanice van de Sanden  |     | 90'   |
| CF             | 9  | Vivianne Miedema       |     |       |
| LF             | 11 | Lieke Martens          |     |       |
| Wisselspelers: |    |                        |     |       |
| DF             | 20 | Dominique Janssen      |     | 57'   |
| FW             | 13 | Renate Jansen          |     | 90'   |
| DF             | 4  | Mandy van den Berg     |     | 90+4' |
| Coach:         |    |                        |     |       |
| Sarina Wiegman |    |                        |     |       |

| Denemarken:    |    |                           |     |     |
|                |    |                           |     |     |
| GK             | 1  | Stina Lykke Petersen      |     |     |
| RB             | 8  | Theresa Nielsen           |     |     |
| CB             | 5  | Simone Boye Sørensen      |     | 77' |
| CB             | 12 | Stine Larsen              |     |     |
| LB             | 19 | Cecilie Sandvej           |     |     |
| RM             | 7  | Sanne Troelsgaard Nielsen |     |     |
| CM             | 4  | Maja Kildemoes            |     | 61' |
| CM             | 13 | Sofie Junge Pedersen      |     | 82' |
| LM             | 11 | Katrine Veje              |     |     |
| CF             | 10 | Pernille Harder           |     |     |
| CF             | 9  | Nadia Nadim               | 45' |     |
| Wisselspelers: |    |                           |     |     |
| DF             | 15 | Frederikke Thøgersen      |     | 61' |
| DF             | 2  | Line Røddik Hansen        |     | 77' |
| MF             | 6  | Nanna Christiansen        |     | 82' |
| Coach:         |    |                           |     |     |
| Nils Nielsen   |    |                           |     |     |

Speler van de wedstrijd:

 Sherida Spitse

Assistent-scheidsrechter:

 Belinda Brem

 Sanja Rodjak Karšić

Vierde official:

 Bibiana Steinhaus

Vijfde official:

 Katrin Rafalski

### Wedstrijdstatistieken
|                      | Nederland | Denemarken |
| -------------------- | --------- | ---------- |
| Doelpunten           | 4         | 2          |
| Gele kaarten         | 3         | 1          |
| Rode kaarten         | 0         | 0          |
| Wissels              | 3         | 3          |
| Schoten op doel      | 7         | 4          |
| Schoten naast doel   | 2         | 6          |
| Overtredingen        | 16        | 10         |
| Hoekschoppen         | 0         | 4          |
| Buitenspel           | 0         | 2          |
| Passes               | 351       | 350        |
| Geslaagde passes (%) | 80        | 76         |
| Balbezit (%)         | 50        | 50         |

## Na de wedstrijd
Nederland won voor het eerst het EK. Middenvelder Sherida Spitse werd gekozen als speler van de wedstrijd. Lieke Martens werd uitgeroepen tot beste speelster van het toernooi. Vivianne Miedema kreeg de zilveren schoen met vier doelpunten, en Lieke Martens kreeg de bronzen schoen met drie doelpunten en twee assists in het toernooi.